# 景聪 (明朝宦官)
景聪（1449年—1502年），字廷秀，别号春云道人，福建延平沙县（今福建省沙县）昭宝山大族人，成化時御用监太监。

## 生平
正统十四年，出生。
天顺年间，入宫。
成化元年，升供用库大使，后升御用监少监、太监兼视团营事。
弘治元年，坐守东直门兼理神机营军务，后入乾清宫侍侯。
弘治十五年，去世，遣礼部官谕祭，赐缎若干缗，葬于都城西四十里永济寺之旁。